# Lijst van burgemeesters van Lelystad
Dit is een lijst van burgemeesters van de Nederlandse gemeente Lelystad in de provincie Flevoland sinds haar ontstaan op 1 januari 1980.
| Ambtsperiode                          | Naam burgemeester             | Partij of stroming | Bijzonderheden |
| ------------------------------------- | ----------------------------- | ------------------ | -------------- |
| 1980 - 1996                           | J.P.A. (Hans) Gruijters       | D66                |                |
| 1996 - 2006                           | Ch. (Chris) Leeuwe            | PvdA               |                |
| 1 februari 2006 - 1 september 2016    | M. (Margreet) Horselenberg    | PvdA               | [ 1 ]          |
| 13 september 2016 - 24 september 2020 | I.R. (Ina) Adema              | VVD                | [ 2 ]          |
| 1 oktober 2020 - 23 juni 2021         | H.M. (Henry) Meijdam          | VVD                | waarnemend     |
| 24 juni 2021 - heden                  | A.E.H. (Mieke) Baltus         | CDA                | [ 4 ]          |
| 6 februari 2023 - 4 februari 2024     | I.A. (Ineke) Steinmetz-Bakker | VVD                | waarnemend     |